# Coscinia
Genre
Coscinia est un genre paléarctique de lépidoptères (papillons) de la famille des Erebidae et de la sous-famille des Arctiinae.

## Liste des espèces
Selon FUNET Tree of Life (3 novembre 2020) :
- Coscinia cribraria (Linnaeus, 1758)
- Coscinia bifasciata (Rambur, 1832)
- Coscinia mariarosae Expósito, 1991
- Coscinia romei de Sagarra, 1924
- Coscinia libyssa (Püngeler, 1907)